# کیش‌دومب‌ادیهاز
کیش‌دومب‌ادیهاز (به مجاری:  Kisdombegyház) یک منطقهٔ مسکونی در مجارستان است که در ناحیه مزوکواچ‌هازا واقع شده‌است. کیش‌دومب‌ادیهاز ۱۲٫۶۲ کیلومتر مربع مساحت و ۴۶۷ نفر جمعیت دارد.